# Angela Gheorghiu
Angela Gheorghiu (IPA: [gjorˈgiw]) (született Burlacu; Egyedhalma (Adjud), Románia, 1965. szeptember 7. –) román opera-énekesnő, világhírű szoprán. Nemzetközi karrierje nem sokkal bukaresti tanulmányai elvégzése után indult 1992-ben, a londoni Covent Garden operaházban, Zerlina szerepében Mozart Don Giovanni című operájában. Igazi népszerűségre azonban 1994-ben tett szert a Solti György vezényelte a Traviata Violettájaként, amely azóta is egyik legtöbbet énekelt szerepe. Lírai szoprán hangjának, valamint különleges drámai képességeinek köszönhetően a világ egyik legismertebb opera-énekesnője. Fellépéseiről és koncertjeiről számos felvétel készült.
Nővérével Elenával együtt már fiatal kora óta énekelni tanult és hatéves korában került sor első fellépésére a helyi kultúrotthonban: Brahms egyik altatódalát énekelte (Guten Abend, Gute Nacht). Tizennégy évesen Bukarestbe költözött és beiratkozott a George Enescu Zeneiskolába. Az éneklés mellett zongorázni tanult, színpadi mozgást, valamint táncot, a neves Mia Barbu vezetésével. Az iskola elvégzése után a Román Zeneakadémián folytatta tanulmányait. Akadémiai évei alatt énekelte első operaszerepét, Mimit, Puccini Bohéméletéből. Egyetemi évei alatt ismerkedett meg Andrei Gheorghiuval, akivel hamarosan házasságot kötött. Andrei mérnök volt ugyan, de családja jelentős zenei háttérrel rendelkezett és válásuk után a kiadóvállalatának tanácsára tartotta meg férje nevét.
Hangja alapján kiváló szoprán énekes és a színpadon megjelenésével is lenyűgözte a közönséget. Elsősorban Verdi és Puccini operákban kiemelkedő, de énekelt francia operákban is. Spinto szerepeket (Puccini: Tosca) is énekelt valamint egyházi zenét és dalokat is, de hagyományosan mezzoszoprán szerepet is (Bizet: Carmen). Kritikusai felrótták neki gyenge angol és német nyelvtudását, de ezzel szemben kiemelték szinte tökéletes olasz nyelvérzékét. Első alkalommal 2015-ben lépett fel Magyarországon.

## Élete

### Fiatalkora
Angela Gheorghiu 1965. szeptember 7-én látta meg a napvilágot a moldvai Egyedhalmán. Apja mozdonyvezető, anyja varrónő volt. Nővérével, Elenával együtt már fiatal kora óta énekelni tanult. Hatéves korában került sor első fellépésére a helyi kultúrotthonban: Brahms egyik altatódalát énekelte (Guten Abend, Gute Nacht)
Tizennégy évesen Bukarestbe költözött és beiratkozott a George Enescu Zeneiskolába. Az éneklés mellett zongorázni tanult, színpadi mozgást, valamint táncot, a neves Mia Barbu vezetésével. Az iskola elvégzése után a Román Zeneakadémián folytatta tanulmányait. Akadémiai évei alatt énekelte első operaszerepét, Mimit, Puccini Bohéméletéből. Egyetemi évei alatt ismerkedett meg Andrei Gheorghiuval, akivel hamarosan házasságot kötött. Andrei mérnök volt ugyan, de családja jelentős zenei háttérrel rendelkezett. Válásuk után Angela a kiadóvállalatának tanácsára tartotta meg a Gheorghiu nevet.
Tanulmányait röviddel az 1989-es romániai forradalom után fejezte be, 23 évesen. Ugyanebben az évben lépett először színpadra a kolozsvári operaházban Puccini Bohéméletének Mimijeként. 1990 nyarán elnyerte a bécsi Kammeroper által rendezett rangos Hans Gabor Belvedere Nemzetközi Énekverseny harmadik díját.

### Nemzetközi karrierjének kezdete
A fiatal Angela Gheorghiu tehetségére Luisa Petrov, egy román származású, Frankfurtban élő impresszárió figyelt fel, miután megnézte egyik bukaresti fellépésének felvételét. Az ő közbenjárásával Gheorghiu részt vett egy meghallgatáson a londoni Covent Gardenben. Peter Katona, az operaház igazgatója felajánlotta neki a készülő Bohémélet főszerepét, Gheorghiu azonban nem vállalta, arra hivatkozva, hogy ez a szerep még túl nehéz egy kezdő énekes számára.
Nemzetközi bemutatkozására 1992-ben került sor a londoni Royal Opera House-ban: Zerlina szerepét játszotta Mozart Don Giovanni című operájában. Ezt követően Bázelben lépett fel Donizetti Szerelmi bájitalában, majd ugyanebben az évben megkapta Mimi szerepét is Londonban. 1992-ben Bécsben és Hamburgban is fellépett Adina szerepében.
1993-ban lépett először a New York-i Metropolitan operaházban lépett színpadára. Hatalmas sikerrel énekelte Mimi szerepét. A kritikusok azonnal felfigyeltek érzéki lírai szoprán hangjára, külön kiemelték színpadi alakítását és előadásmódját is. 1993-ban színpadra lépett Brüsszelben is, a neves Munttheaterben, Micäela szerepében, Bizet Carmen című operájában.
1994-ben visszatért Londonba, és Massenet Chérubin című operájának női főszerepét énekelte, majd megkapta a Sir Solti György rendezte a Traviata főszerepét. Violetta szerepének kiváló előadása nemzetközileg elismert énekesnővé tette. Az előadást, melyet a BBC is közvetített, csak az Egyesült Királyságban több mint egy millióan nézték meg. Az előadásról felvétel is készült, amelyet a Decca kiadóvállalat adott ki. A felvétel az 1995-ös esztendő egyik legtöbb példányban eladott klasszikus zenei lemeze lett. A La traviata előadása volt az első nagy produkció, amely megalapozta a rangos londoni intézmény és az énekesnő hosszan tartó kapcsolatát. A következő években Gheorghiu gyakori vendége volt az operaháznak, egyes előadások, mint például Puccini Fecskéje személyisége köré lettek felépítve.

### Házassága Roberto Alagnával

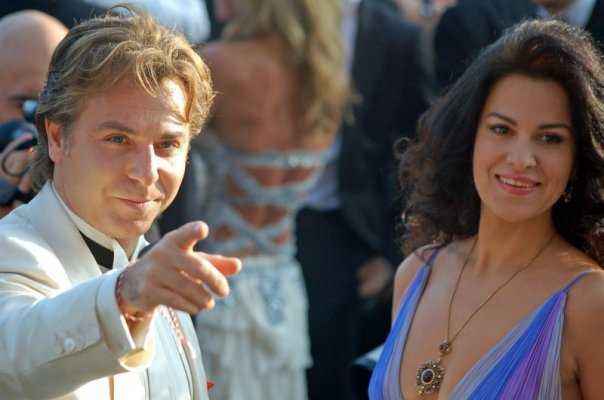
Roberto Alagna és Angela Gheorghiu 2006-ban

Gheorghiu 1994-ben a Covent Gardenben ismerkedett meg a francia-olasz származású tenoristával, Roberto Alagnával. Gheorghiu a Bohéméletben énekelt, Alagna pedig Gounod Rómeó és Júlia című operájában. Ekkor még mindketten házasok voltak. Alagna felesége 1994-ben agydaganatban meghalt, Gheorghiu pedig rövid időre visszatért Romániába, és elvált férjétől. Az esküvői szertartásra, amelyet a város akkori polgármestere, Rudolph Giuliani celebrált, a New York-i operaház színpadán került sor egy Bohémélet-előadás során.
Ettől kezdve a házaspárt az opera Aranypárjának (Golden Couple) nevezték, számos felvételt készítettek együtt, sok közös fellépésük volt. 1996. június 20-án egy nagyszabású szabadtéri koncertet tartottak a New York-i Prospect Parkban, majd közösen énekeltek a lyoni operaházban Donizetti Szerelmi bájital című operájában.
Gheorghiu két mostohagyermek édesanyja. A nagyobbik leány, Ornella, Alagna előző házasságából született. A kisebbik leány, Ioana, Gheorghiu autószerencsétlenségben elhunyt nővérének, Elenának a leánya. Ornella Nagy-Britanniában tanul, Ioana pedig Franciaországban. Mindkét lány kiválóan énekel és zenél. A család Svájcban lakik, de a számos fellépés miatt rengeteget vannak úton.
2009. október 14-én Gheorghiu bejelentette, hogy 13 év házasság után elválik férjétől. Az énekesnő visszamondta szereplését a Carmen decemberi előadásaiban a New York-i operaházban. A főszerepeket neki és férjének kellett volna énekelniük.

### A Metropolitan színpadán
Köztudomású, hogy Gheorghiu rossz viszonyban áll egyes operaházak vezetőségével, ami elsősorban annak tudható be, hogy szereti saját ötleteit megvalósítani a színpadon, szembekerülve ezáltal úgy a rendezőkkel, mint az intézmények vezetőivel. Saját bevallása szerint szókimondó természetének oka Ceaușescu totalitárius rezsimje, hiszen olyan országban nevelkedett, ahol tiltva volt az egyéni vélemény megformálása, ahol az énekesek féltek attól, hogy nézetkülönbségeik miatt állás nélkül maradhatnak. Van bátorságom, hogy egy bizonyos mértékben forradalmi legyek. Harcolni akarok az operáért. A popzene a testnek van, az opera pedig a léleknek – nyilatkozta egy amerikai tévétársaságnak adott interjújában. Ugyancsak fiatalkori élményeihez kapcsolódnak híres vásárlási szokásai, ugyanis rengeteg pénzt költ, mindent megvásárol, ami megtetszik neki. Saját bevallása szerint ez a tulajdonsága a Ceaușescu-korszak nélkülözéseinek utólagos pótlásaként alakult ki benne. Saját elmondása szerint 1992-ben első londoni útja során üzleti kirakatokról készült fotókat küldött haza, hogy megmutassa családjának a rengeteg gyümölcsöt és húst.
Ellentétei közül a leghíresebb a Metropolitan operaház igazgatójával, Joseph Volpével tartó viszálya. 1996-ban Gheorghiut választották Micäela szerepére a következő Carmen előadásokhoz Waltraud Meier és Plácido Domingo partnereként. A rendező, Franco Zeffirelli elképzelésében Micäelának szőke parókát kellett volna viselnie, ezt azonban Gheorghiu megtagadta. Felindulásában Volpe kijelentette, hogy a szőke paróka marad, az énekesnővel vagy nélküle. Gheorghiu végül beleegyezett és fellépett tíz Carmen-előadáson az évadban, beleértve a Met társulatának turnéját Japánban, de az előadás során megpróbálta minél hosszabb ideig takarni a fejét jelmeze kapucnijával. Következő New York-i meghívására 1998-ban került sor, amikor férjével, Roberto Alagnával közösen léptek fel Gounod Rómeó és Júlia című operájában. Volpe igazgató a Traviata felújítását tervezte Gheorghiuval Violetta szerepében, Alagnával Alfredo szerepében. Volpe szerint Gheorghiu és Alagna heves szóváltásba kerültek a rendezővel az előadás részleteit illetően, és folyamatosan húzták a szerződés aláírására szánt időt. Végül egy nappal a határidő lejárta után aláírták a szerződést, de ezt Volpe nem fogadta el, így az előadást Patricia Racette és Marcelo Alvarez főszereplésével tartották meg.
Nézeteltéréseik ellenére Gheorghiu és Alagna 1999-ben visszatért a Met színpadára öt Szerelmi bájital-előadásra, majd 2003-ban a Faust négy előadására. Gheorghiu 2000-ben Liu szerepét énekelte Puccini Turandotjában, majd a 2006-2007-es évadban Jonas Kaufmann partnereként énekelt Verdi Traviatájában. 2007-ben a Simon Boccanegrában (Amelie), majd 2008-ban a Bohéméletben (Mimi) lépett ismét a Met színpadára.

### Nemzetközi pályafutása

A Carmen című lemez borítója

Első exkluzív szerződését 1995-ben írta alá a Decca kiadóvállalattal, amely kiadta lemezen a londoni operaházban játszott Traviatát, a lyoni operaház produkcióját, Donizetti Szerelmi bájitalát, valamint a milánói La Scala Bohéméletét. A torinói Teatro Reggio zenekarával közösen megjelent egy válogatáslemeze Arias címmel, valamint a milánói Giuseppe Verdi Zenekarral egy válogatás Verdi legszebb áriáiból Verdi Heroines címmel. 1999-ben énekelt a Michael Jackson and Friends müncheni koncerten.
A 2000–2001-es évad nagy eseménye a házaspár számára Puccini Toscájának megfilmesítése volt, Antonio Pappano vezénylete alatt. A 2001 novemberében kiadott film nagy sikert aratott, noha a kritikusok fenntartásokkal várták a produkciót, hiszen Maria Callas és Victor de Sabata közös felvétele óta az opera nem volt megfilmesítve, így a viszonyítási alap rendkívül magas művészi mérce volt. Az évadot Londonban (Gounod: Rómeó és Júlia) és New Yorkban (Turandot) töltötte .
2001. május 23-án a velencei Teatro Malibran újramegnyitásán énekelt, továbbá fellépett gálakoncerteken a Covent Gardenben, Hampton Courtban, valamint a Royal Festival Hallban és a New York-i Metben. Októberben a párizsi Opéra Bastille-ban énekelte a Bohémélet főszerepét. 2001 januárjában a berlini szimfonikus zenekarral és férjével közösen felvételt készített Verdi Requiemjéből.
2002. június 1-jén részt vett a II. Erzsébet brit királynő trónra lépésének ötvenedik évfordulója alkalmából rendezett Proms at the Palace koncerten. A 2002–2003-as évadban továbbra is Londonban énekelt, ezúttal Puccini A fecske című operájában, valamint a Bajazzókban. Nagy sikert aratott Júliaként (Gounod) a Choregies d’Orange fesztiválon, valamint a Salzburgi Ünnepi Játékokon. Két lemezt adott ki, mindkettőt férjével közösen: Verdi Trubadúrját, valamint az Antonio Pappano rendezte Carment.
A 2003-as évet az Egyesült Államokban kezdte, Palm Beachben a Bajazzók női főszerepében, majd márciusban New Yorkban lépett fel Gounod Faust című operájában. Júliusban a Covent Gardenben énekelt szintén a Bajazzókban. Fellépett a Nobel-békedíj átadása alkalmával rendezett koncerten Oslóban, melyről videófelvétel is készült. A következő évadban elsősorban Londonban énekelt Verdi Simon Boccanegra című operájában, valamint Gounod Faustjának felújított változatában. Ezt az előadást bemutatták New Yorkban és Monte-Carlóban is. Állandó fellépései mellett koncerteket is adott Salzburgban, Bécsben valamint Amszterdamban, Beatrix holland királynő születésnapja alkalmából.
2005 októberében Zsófia spanyol királyné jelenlétében énekelt a valenciai operaház megnyitó ünnepségén.
2006 januárjában hatalmas sikert aratott Violetta szerepében a Traviata New York-i előadásain. Három hónappal később a Milánói Scalában debütált egy hangversennyel, majd májusban megnyitotta a Cannes-i Filmfesztivált. Júniusban Londonban Flora Toscaként lépett színpadra Puccini nagyhírű operájában.
2006-ban az FHM férfimagazin a világ legszebb száz nőjét felsorakoztató listáján a 74. helyet foglalta el.
Mozgalmas életének következő állomása a bécsi Staatsoper volt, ahol 2007 novemberében lépett színpadra Puccini Bohéméletében. Ezt követően visszatért New Yorkba, ahol a Simon Boccanegrában énekelt, illetve a Travita gálaelőadásán. Ugyancsak ebben az évben Violetta szerepében lépett színpadra Rómában majd Milánóban. Két koncertet adott Párizsban (Salle Pleyel és Palais Garnier), egyet pedig Los Angelesben. Szeptemberben Marseille-ben lépett színpadra Vladimir Cosma Marius et Fanny című operájának világpremierjén. Novemberben San Franciscóban a La rondine főszerepében lépett fel. A New York-i MET-ben előadott La bohéme-et mozikban is bemutatták és közel másfél millióan látták. A milánói és római Traviata előadásokat valamint a San Franciscó-i La rondinét is bemutatták mozikban. Fellépett a Románia Európai Uniós csatlakozása alkalmával rendezett koncerten is.
2007-ben a chicagói operaház felbontotta egyik szerződését, miután nem jelent meg a Bohémélet próbáin. Az igazgató, William Mason felrótta az énekesnőnek szakszerűtlen viselkedését. Gheorghiu válaszként azt nyilatkozta, hogy szükségét érezte annak, hogy férje mellett legyen, aki a Metben énekelt a Rómeó és Júliában, valamint el volt foglalva új albumának, a Madama Butterflynak a felvételeivel. Hozzátette, hogy a Bohémélet címszerepét már több százszor énekelte, így nem érezte tragédiának hiányozni a próbákról.
2008-ban a román származású francia zeneszerző, Vladimir Cosma operájának, a Marius et Fannynak női címszerepét énekelte lemezre, miután a lyoni világpremier címszerepét is ő énekelte.
A 2008-as év fő eseményei egy szabadtéri koncert volt férjével közösen a New York-i Prospect Parkban, valamint fellépése a pekingi olimpián a Meet in Beijing 2008 Cultural Events rendezvénysorozat keretein belül. A zenei hátteret a Kínai Nemzeti Szimfonikus Zenekar biztosította, Emmanuel Villaume vezénylésével. Novemberben Szentpéterváron lépett fel egy gálakoncerten, majd október 11-én és 12-én egy jótékonysági koncerten a jordániai Petrában az afgán menekültek megsegítésére. Itt Stinggel közösen énekelte a Là ci darem la mano című duettet Mozart Don Giovannijából. December 24-én a New York-i Szent Patrick-katedrális karácsonyi miséjén énekelt. Az év további nagy eseménye a Madama Butterfly felvétele volt a római Accademia Nazionale di Santa Ceciliával közösen, Antonio Pappano vezényletével. A lemez 2009 elején jelent meg. A 2009-es évet New Yorkban kezdte a La rondine Magdájaként.
Magyarországon első alkalommal 2015-ben a Magyar Állami Operaház Faust Bálján lépett fel.

## Hangja és szerepei
Angela Gheorghiu egyike napjaink leghíresebb szopránjainak, köszönhetően hangjának, valamint káprázatos színpadi jelenlétének. Elsősorban Verdi és Puccini operáiban játszik, de énekel francia operákban is. Hangja lírai szoprán, felső regisztere az erőteljesebb, az alsó regisztere kissé bizonytalan. Spinto szerepeket (Puccini: Tosca) is énekel valamint egyházi zenét és dalokat is, de énekelt hagyományosan mezzoszoprán szerepet is (Bizet: Carmen). Kritikusai felróják neki gyenge angol és német nyelvtudását, ellenben kiemelik szinte tökéletes olasz nyelvérzékét. Ez román származásának köszönhető, hiszen a két nyelv, az olasz és a román nagyon hasonló.
Legjelentősebb szerepei:
- Bellini: Az alvajáró – Amina
- Bizet: Carmen – Micäela, Carmen
- Cilea: Adriana Lecouvreur – Adriana Lecouvreur
- Donizetti: Lammermoori Lucia – Lucia
- Donizetti: Lucrezia Borgia – Lucrezia Borgia
- Donizetti: Szerelmi bájital – Adina
- Gounod: Faust – Marguerite
- Gounod: Rómeó és Júlia – Júlia
- Massenet: Manon – Manon
- Massenet: Werther – Charlotte
- Mozart: Don Giovanni – Zerlina
- Leoncavallo: Bajazzók – Nedda
- Puccini: A fecske – Magda
- Puccini: Bohémélet – Mimi
- Puccini: Gianni Schicchi – Lauretta
- Puccini: Tosca – Tosca
- Puccini: Turandot – Liu
- Verdi: A trubadúr – Leonora
- Verdi: Traviata – Violetta
- Verdi: Luisa Miller – Luisa
- Verdi: Simon Boccanegra – Maria

## Crossover
A hagyományos operafelvételek és válogatások mellett Gheorghiu szívesen énekel egyházi énekeket, kantátákat, különböző alkalmakra írt dalokat, sőt román népdalokat is. Ezidáig két, úgynevezett crossover-stílust követő lemeze jelent meg:
- My World – egy 15 klasszikus dalból álló gyűjtemény, a világ 15 különböző országából (Romániától Japánig), melyeket az énekesnő eredeti nyelvükön énekel. A lemez kritikusai megjegyezték, hogy Gheorghiunak könnyebb újlatin nyelveken íródott darabokat énekelni, kiemelték angol és német nyelvtudásának hibáit.[30]
- Mysterium – áriák, egyházi énekek és himnuszok gyűjteménye, melyek zenei hátterét a Román Nemzeti Kórus biztosítja. A lemez kiemelkedő dalai Mendelssohn On Wings of Song, Puccini Salve Regina című áriái, valamint az Adeste fideles című dal.

2005-ben közös kislemezt készített Ștefan Bănică jr. román popelőadóval Numele tău címmel.

## Felvételei

### Első felvételei
Első lemezszerződését a Decca kiadóvállalattal írta alá. Számos felvételt készített, többek között a hírnevét megalapozó londoni Traviata előadásáról. A kritikák a következőképpen vélekedtek erről a felvételről: Annak ellenére, hogy itt-ott túl éles és durva a hangja (az első Follie! kiáltása a Sempre libera elején nem mondható nagyon muzikálisnak), illetve inkább drámai, mint koloratúraszoprán, Violettája mégis az örökkévalóságé – hasonlóképpen Callaséhoz. Tehetséges színész, szép nő, és mindezek összjátéka erő- és érzelemteljes hangjával hosszan tartó benyomást hagynak. Arcmimikája az utolsó felvonásban emlékezetre méltó.
Ugyancsak a Decca égisze alatt jelent meg Donizetti Szerelmi bájital című operájának felvétele, amelyet a lyoni operatársulattal közösen készített. Még a Decca adta ki első válogatáslemezét Arias címmel: Óvatosság a nap varázsszava. Gheorghiu hangja sötét és karakteres, akárcsak Sass Sylviáé, viszont Callas mesterkéltsége hiányzik. Komor hangjával ellentétben a legkönnyebben Bellini és Donizetti könnyed dalait énekli. Amikor énekel, hangjának remegése és magassága figyelemreméltó. Sajnálatos módon ezen a lemezen énekhangja üres és erőltetett. Kiválóan énekli a „Sul fil d’un soffio etesio”-t a Falstaffból, de Mimijéből már hiányzik az a zenei személyiség, ami arra készteti a hallgatót, hogy megvédje a törékeny főszereplőt. Hangja gyakran túl éles. Az általános érzés, hogy hiányzik a dalok mögül az igazi Angela Gheorghiu. Ez alól kivétel az utolsó, anyanyelvén énekelt óda. Még nem nőtt fel nagy román elődeihez, Ileana Cotrubașhoz és Virginia Zeanihoz. – írták róla.

### Szerződése az EMI-vel

A La bohème című lemez borítója

1998-ban az EMI Classics szerződtette. Első lemezén, melynek címe Duets and Arias, duetteket énekelt férjével, Roberto Alagnával. Ez volt az első közös lemezük. Ezt követően lemezre énekelte Gounod Rómeo és Júliáját, először egy válogatást, majd 1998-ban a teljes operát. Mindkét felvételen a toulouse-i operaház zenekara és kórusa kísérte. Még 1998-ban jelent meg régi kiadója, a Decca gondozásában a My World című crossover lemeze. Mielőtt újabb operafelvételt készítettek volna, Gheorghiu és Alagna egy válogatást adtak ki Verdi per due címmel, amely egy válogatás a neves olasz zeneszerző legszebb duettjeiből.
1999-ben került sor a milánói La Scala operaházban színre vitt Bohémélet lemezfelvételére. Ez a felvétel már sokkal több pozitív kritikát kapott, mint a korábbi Traviata: Gheorghiu és Alagna a lelküket adják a főszerepekhez. Ugyan egyik sem rendelkezik az évszázad hangjával, együttműködésük szinergiája azonban nagyot emel a mű színvonalán. Alagna néhol zajos de a Che gelida manina fantasztikus és gyermekes előadásmódja elragadó. Gheorghiu hangja mély és sötét, tökéletesen uralja. A Mi chiamano Mimiben a Ma quando vien lo sgelo részre lélegzetvétel nélkül tér át, ami felvillanyozza a közönséget. Meggyőző jellemformálása jól működik és nem dolgozik a mű pátosza ellen.
Ugyancsak 1999-ben, ezúttal a londoni Royal Opera House társulatával közösen, Antonio Pappano vezényletével vették fel Puccini opera-trilógiáját, az Il tritticót. A következő évben egy nagy sikerű válogatáslemezt adott ki Verdi népszerű áriáiból Verdi Heroines címmel. A műsor bárki számára kihívás. Gilda Caro noméjának lírai-koloratúrája, valamint Leonora drámai Pace, pace, mio Dio vagy Aida O patria miája közötti távolság hatalmas. Kevés szoprán merné mindezen három szerepet kipróbálni. Gheorghiu szakít a sztereotípiákkal. Gildája nem mesterkélt, az áriából átérezni az őt környékező halált. Aidája nem egy etióp valkűr, hanem egy sors által megtört nő. Gheorghiu mindhárom karaktert egyéni és erős identitású nőként tárja elénk, annak ellenére, hogy ez az identitás elnyomáson alapszik. Egyik sem hasonlít a másikra. A legjobb operaelőadásokat is tönkreteheti, ha az énekes képtelen átélni a szerepet. Ez szerencsére itt nem történik meg. Hangja érdekes, tele színnel és árnyalatokkal, ami napjainkban ritka. A hang nem a legtökéletesebb klasszikus hang, de akárcsak Callas, Gheorghiu is erényt csinált a szükségből. Mindene megvan, ami egy tökéletes Verdi-énekesnek szükséges: tökéletes levegő kontroll és legato, erő és kifejezőképesség minden mennyiségben. – írták a lemezről.

### AManonésTosca

A Tosca című lemez borítója

2000-ben újabb operafelvételre került sor, ezúttal Massenet Manon című operájának főszerepét énekelte. A szintén Antonio Pappano vezényletével előadott mű kedvező kritikai fogadtatásban részesült: A Manont többször is kiadták, de azok számára, akiket nem sújt nosztalgiafelesleg, ez az új Manon az egyetlen, melyre szükségük lehet. Pappano pompásan vezényel, a szereposztás nagyon erős. A figyelem központjában természetesen a Gheorghiu – Alagna énekespár áll. Jeleneteik erős intenzitással hatnak, Manon és des Grieux első találkozásának, valamint a kibékülési jelenetnek a Saint-Sulpice-ban hihetetlen mozgatóereje van, mert hihetetlenül életszerűnek tűnnek. A N’est-ce plus ma main hallatán a hallgatóban felmerül, hogy Gheorghiu ennél szexisebb nem lehet. A szerencsejáték jelenetben már hideg és mohó. Ezzel a kiadvánnyal Gheorghiu új sztenderdet állított fel napjaink lírai szopránjainak. Magas hangjainak csillogása utolérhetetlen.
A Manon után közreműködött Verdi Mesa di Requiem-jének felvételén, valamint Casta diva címmel egy újabb ária-válogatást adott ki és Mysterium címmel második crossover lemezét, amelyen áriák mellett egyházi zenét és himnuszokat is énekelt. A 2001-es év legnagyobb eseménye a nagy sikerű Tosca lemezfelvétele volt. Az Antonio Pappano rendezte Tosca-előadás főszerepét játszotta (Floria), melyet a kiadó jóvoltából (EMI) meg is filmesítettek. Az előadásnak és a filmnek egyaránt hatalmas sikere volt, annak ellenére, hogy gyakran összehasonlították Franco Zeffirelli 1964-es Tosca című filmjével, amelynek főszerepét Maria Callas játszotta. 2002-ben ezt követte egy koncertfelvétel a londoni operaházból (Live from Covent Garden) és egy kevésbé sikeres A trubadúr felvétel. (Gheorghiu meleg, finom hangja megfelelő súlyú és színű Leonora szerepéhez, azonban nem sikerül kellőképpen felszabadulnia a Di tale amor koloratúraária éneklésekor. A negyedik felvonás kettőse Hampsonnal felvillanyzó.)
A további felvételei (Carmen és La rondine) sem arattak különösebb sikereket, a kritikák kiemelték ugyan elegáns megjelenését és előadásmódját, de Callashoz és Teresa Berganzához viszonyítva gyengének minősítették

### Puccini jegyében

A Madama Butterfly című lemez borítója

A következő négy lemeze szintén válogatás: The Essential Angela Gheorghiu, Diva, Puccini és Live from La Scala. Ezek közül a legjobb kritikákat a Puccini című válogatása kapta, amelyen az olasz zeneszerző leghíresebb áriáit énekelte. Miután évekkel ezelőtt már kiadott egy összeállítást Verdi áriáiból, már csak idő kérdése volt, mikor tesz hasonlót Puccinivel. Az eredmény felülmúlhatatlan. Az 1950-es, ‘60-as években rengetegen voltak azok a szopránok, akik képesek voltak ilyenre. Ki képes napjainkban Gheorghiu mellett hasonlót alkotni? Valószínűleg egy maroknyi, de nekik sem sikerülne elérni az itt elért szintet. Néhány magas hangot kivéve (például az Un bel di vedremo vége) Gheorghiu technikája biztos, hangja – kissé komor, érzéki, élettel teli – megható és emlékezetes. Hallani lehet Mimi érzéki és fizikai pusztulását a Donde lieta uscìban, Manon kétségbeesését a Sola, perduta, abbandonatában. – írták a válogatásról.
2008-ban két lemezzel jelentkezett, egyik egy duett-válogatás volt férjével közösen Angela and Roberto Forever címmel, valamint egy válogatás Puccini legszebb áriáiból My Puccini címmel.
Legutóbbi kiadott lemeze Puccini nagy klasszikusa, a Pillangókisasszony. A felvétel Giacomo Puccini születésének 150. évfordulójára készült. Másrészt az EMI számára is nagy fontossággal bírt, hiszen az utolsó Madama Butterfly-felvételt a kiadóvállalat 43 éve készítette John Barbirolli vezényletével és Renata Scotto főszereplésével. Ez Gheorgiu és Antonio Pappano tizedik közös felvétele. Külön érdekessége, hogy az énekesnő úgy vonult stúdióba, hogy korábban nem énekelte színpadon Cso-cso-szán szerepét. A zenei hátteret a római Accademia Nazionale di Santa Cecilia biztosította.

## Diszkográfia (audio)
| Év   | Album címe                     | Kiadó          | Közreműködők |
| ---- | ------------------------------ | -------------- | --- |
| 2009 | Madama Butterfly               | EMI Classics   | Karmester: Antonio Pappano Énekesek: Angela Gheorghiu Jonas Kaufmann Enkelejda Shkosa Fabio Capitanucci Gregory Bonfatti Raymond Aceto Zenekar: Academia Nazionale di Santa Cecilia di Roma |
| 2008 | My Puccini                     | EMI Classics   | Karmester: Antonio Pappano Énekesek: Angela Gheorghiu Zenekar: London Symphony Orchestra |
| 2008 | Angela and Roberto Forever     | EMI Classics   | Karmester: Antonio Pappano Claudio Abbado Michel Plasson Richard Armstrong Énekesek: Angela Gheorghiu Roberto Alagna Zenekar: Berliner Philarmoniker London Symphony Orchestra Orchestre National du Capitole de Toulouse Royal Opera House Orchestra                                                                        |
| 2008 | Marius et Fanny                | Larghetto      | Karmester: Vladimir Cosma Énekesek: Angela Gheorghiu Roberto Alagna Jean-Philippe Lafont Zenekar: London Symphony Orchestra |
| 2007 | Live from La Scala             | EMI Classics   | Énekesek: Angela Gheorghiu Jeff Cohen |
| 2005 | Puccini                        | EMI Classics   | Karmester: Anton Coppola Énekesek: Angela Gheorghiu Roberto Alagna Zenekar: Orchestra Sinfonica di Milano, Giuseppe Verdi Társulat: Chorus of the Royal Opera House, Covent Garden |
| 2004 | Diva                           | EMI Classics   | Karmester: Antonio Pappano Evelino Pidò Ion Marin Michel Plasson Énekesek: Angela Gheorghiu Elisabeth Vidal Zenekar: London Symphony Orchestra Orchestre National du Capitole de Toulouse Orchestre Symphonique de la Monnaie Royal Opera House Chorus and Orchestra Covent Garden Royal Opera House Orchestra Covent Garden |
| 2004 | The Essential Angela Gheorghiu | Decca Classics | Karmester: Evelino Pidò Georg Solti John Mauceri Riccardo Chailly Énekesek: Angela Gheorghiu Zenekar: Orchestra Sinfonica di Milano Orchestra dell’Teatro alla Scala Orchestra del Teatro Regio di Torino Orchestre de l’Opera National De Lyon Royal Opera House Chorus and Orchestra Covent Garden                         |
| 2003 | La rondine                     | EMI Classics   | Karmester: Antonio Pappano Énekesek: Angela Gheorghiu Roberto Alagna William Matteuzzi Inva Mula Alberto Rinaldi Zenekar: London Symphony Orchestra |
| 2003 | Carmen                         | EMI Classics   | Karmester: Michel Plasson Énekesek: Angela Gheorghiu Roberto Alagna Inva Mula Thomas Hampson Zenekar: Orchestre National du Capitole de Toulouse Társulat: "La Lauzeta" Choeur d'enfants Choeur "Les Éléments" |
| 2002 | Il trovatore                   | EMI Classics   | Karmester: Antonio Pappano Énekesek: Angela Gheorghiu Roberto Alagna Thomas Hampson Larissa Diadkova Ildebrando D'Arcangelo Zenekar: London Symphony Orchestra Társulat: London Symphony Orchestra |
| 2002 | Live from Covent Garden        | EMI Classics   | Karmester: Ion Marin Énekesek: Angela Gheorghiu Sarah Brooke Zenekar: Royal Opera House Orchestra Covent Garden |
| 2001 | Tosca                          | EMI Classics   | Karmester: Antonio Pappano Énekesek: Angela Gheorghiu Roberto Alagna Ruggero Raimondi Zenekar: Royal Opera House Orchestra Covent Garden Társulat: Royal Opera House Orchestra Covent Garden |
| 2001 | Mysterium                      | Decca Classics | Karmester: Marin Constantin Énekesek: Angela Gheorghiu Zenekar: Orchestra Națională Társulat: Corul Madrigal |
| 2001 | Casta Diva                     | EMI Classics   | Karmester: Evelino Pidò Énekesek: Angela Gheorghiu Karen Jones Zenekar: London Symphony Orchestra |
| 2001 | Requiem                        | EMI Classics   | Karmester: Claudio Abbado Énekesek: Angela Gheorghiu Roberto Alagna Daniela Barcellona Zenekar: Berliner Philharmoniker |
| 2000 | Manon                          | EMI Classics   | Karmester: Antonio Pappano Énekesek: Angela Gheorghiu Roberto Alagna Earle Patriarco José van Dam Gilles Ragon Nicolas Rivenq Zenekar: Orchestre De La Monnaie Társulat: Choer De La Monnaie |
| 2000 | Verdi Heroines                 | Decca Classics | Karmester: Riccardo Chailly Énekesek: Angela Gheorghiu Zenekar: Orchestra Simfonica di Milano, Giuseppe Verdi |
| 1999 | Il trittico                    | EMI Classics   | Karmester: Antonio Pappano Énekesek: Angela Gheorghiu Roberto Alagna Carlo Guelfi Maria Guleghina Cristina Gallardo-Domas Zenekar: London Symphony Orchestra Társulat: Philharmonia Orchestra |
| 1999 | La bohème                      | Decca Classics | Karmester: Riccardo Chailly Énekesek: Angela Gheorghiu Elisabetta Scano Roberto Alagna Simon Keenlyside Roberto de Candia Ildebrando D'Arcangelo Zenekar: Orchestra del Teatro alla Scala di Milano Társulat: Orchestra del Teatro alla Scala di Milano                                                                      |
| 1998 | Verdi per due                  | EMI Classics   | Karmester: Claudio Abbado Énekesek: Angela Gheorghiu Roberto Alagna Zenekar: London Symphony Orchestra Társulat: Berliner Philarmoniker Társulat: London Voices |
| 1998 | Rómeó és Júlia                 | EMI Classics   | Karmester: Michel Plasson Énekesek: Angela Gheorghiu Roberto Alagna Jose van Dam Simon Keenlyside Alain Fondary Alain Vernhes Daniel Galvez-Vallejo Zenekar: Orchestre du Capitole de Toulouse |
| 1998 | My World                       | Decca Classics | Michel Plasson, zongoraművész |
| 1998 | Rómeó és Júlia - Highlights    | EMI Classics   | Karmester: Michel Plasson Énekesek: Angela Gheorghiu Roberto Alagna Marie-Ange Todorovitch Claire Larcher Zenekar: Orchestre Capitole de Toulouse Társulat: Choeur Capitole de Toulouse |
| 1996 | Duets and Arias                | EMI Classics   | Karmester: Richard Armstrong Énekesek: Angela Gheorghiu Roberto Alagna Zenekar: Royal Opera House Covent Garden Orchestra |
| 1996 | Arias                          | Decca Classics | Karmester: John Mauceri Énekesek: Angela Gheorghiu Giuseppe Crott Daniela Vendemiati Zenekar: Orchestra di Teatro Reggio di Torino Társulat: Orchestra di Teatro Reggio di Torino |
| 1996 | L'elisir d'amore               | Decca Classics | Karmester: Evelino Pidò Énekesek: Angela Gheorghiu Roberto Alagna Roberto Scaltriti Simone Alaimo Francis Egerton Elena Dan Zenekar: Orchestre de L’Opera National de Lyon Társulat: Choeur de l’Opera National de Lyon |
| 1995 | Puccini Experience             | RCA            | Karmester: Edward Downes Énekesek: Nina Rautio Johan Botha Angela Gheorghiu Anthony Michaels-Moore Francis Egerton Eric Garrett Mark Packwood Robin Leggate Michael Druiett Zenekar: Royal Opera House Covent Garden Orchestra Társulat: Royal Opera House Covent Garden Chorus                                              |
| 1995 | La traviata                    | Decca Classics | Karmester: Sir Solti György Énekesek: Angela Gheorghiu Frank Lopardo Leo Nucci Leah-Marian Jones Gillian Knight Robin Leggate Richard Van Allan Zenekar: Royal Opera House Covent Garden Orchestra Társulat: Royal Opera House Covent Garden Chorus                                                                          |

## Koncert- és operafelvételek (videó)
| Év   | Album címe              | Kiadó          | Év   | Album címe                     | Kiadó          |
| ---- | ----------------------- | -------------- | ---- | ------------------------------ | -------------- |
| 2008 | La bohème               | EMI Classics   | 2001 | Tosca                          | EMI Classics   |
| 2007 | La traviata             | Arthaus-Musik  | 2001 | Verdi: Messa di Requiem        | EMI Classics   |
| 2004 | Art of Angela Gheorghiu | Decca Classics | 2001 | Live in Prague                 | LOVEFILM       |
| 2003 | Rómeó és Júlia          | Arthaus-Musik  | 2001 | Classics on a Summer’s Evening | EMI Classics   |
| 2002 | Proms at the Palace     | Opus Arte      | 1996 | L'elisir d'amore               | Decca Classics |
| 2002 | Live from Covent Garden | EMI Classics   | 1994 | La traviata                    | Decca Classics |

## Kitüntetések és díjak
- Kitüntetések:
- La Medaille Vermeille de la Ville de Paris (Párizs városának ezüst emlékérme) - 2001 (Franciaország)
- Ordinul național pentru merit în grad de comandor (Parancsnoki fokozatú nemzeti érdemrend) – 2001 (Románia)
- Officier de l’Ordre des Arts et Lettres (A Művészetek és Irodalom Rendjének tisztje) – 2002 (Franciaország)
- Díjak:
- Classical Brit Awards – 2001 (legjobb női előadó)
- Gramophone Awards – 2001 (legjobb operafelvétel)
- Echo Klassik – 2002 (legjobb női előadó)
- Deutsche Schallplattenkritik-Preis – 2002 (legjobb opera-operett: Tosca)
- Premio Internazionale della Lirica Zenatello – 2004 (legjobb énekesnő)